# Еван Робертс
Еван Джон Робертс (8 червня 1878 — 29 січня 1951) — євангеліст і провідна фігура валлійського відродження 1904—1905.
Його некролог у валлійській газеті The Western Mail підсумував його кар'єру таким чином:
«Це була людина, яка переживала дивні речі. У молодості він ніби тримав націю на долонях. Він витримав напруження і зазнав значних змін у думках та світогляді, але його релігійні переконання залишалися твердими до кінця».
Провідна участь у Валлійському відродженні, на думку дослідників, «якого іскра, здавалося, вилітала від Робертса», спричинила 2 роки релігійного пробудження у Уельсі. Еван Робертс повідомив, що був відвіданий Святим Духом, який показав йому, що «весь Уельс піднімається до Небес», коли, свого часу, запитував свого співмешканця (а згодом і шурина), чи вірить він, що Бог може тоді «дати нам 100000 душ». Протягом кількох місяців жовтня 1904 року це справдилося. Число навернень до віри в Бога щоденно реєструвались у «The Western Mail», національній газеті Уельсу. Відомі журналісти, проповідники і навіть майбутній прем'єр-міністр Великої Британії Девід Ллойд Джордж підтвердили справжність відродження та Евана Робертса. 

## Раннє життя
Еван Робертс народився в Лугорі у Уельсі. і був молодшим синів серед 14 дітей у родині кальвіністичних методистів Генрі та Ганни Робертс. Він був набожною дитиною, яка регулярно відвідувала церкву і ввечорі запам'ятовувала Писання. З 11 до 23 років він працював на вугільних шахтах разом зі своїм батьком. На шахту він брав Біблію, яку читав у проміжках між роботою. У 24 роки Робертс працював у свого дядька підмайстром коваля в Понтарддулаїсі. У 21 рік він вів зібрання на тему «Практичного атеїзму». Він був вчителем Недільної школи 6 років, і за здобуття дитячої довіри до Бога його призначили шкільним керівником. Тоді, у методистському зібранні Робертс був широко відомим як юнак, який проводив щотижня багато годин у особистій та спільній молитві.
За 15 місяців, що він працював у ковальні дядька, його бажання присвятити життя служінню Богу поглибилося; окрім Біблії він прочитав книгу Чарльза Шелдона «Його кроками: Що би робив Ісус?» (In His Steps: What Would Jesus Do?); навчився грати на піаніно, фісгармонії, органі; навчився розпізнавати спів; складав вірші, натхненні зі збірника християнських гімнів. Дослідники відзначають його незвичну завзятість і теплоту характеру. Як він більше молився й навчав, його духовна наснага зростала й немала меж й досягала Найсвятого. Досягаючи святості й перемоги над власними слабкостями, він намагався допомогти іншим вірянам пізнати Ісуса Христа. Він не міг продовжувати працювати на ковальні й служити Богу та людям.
18 грудня 1903 року у рідній церкві у Лохорі він проголосив проповідь: "Рече ж до всїх: Коли хто хоче за мною йти, нехай одречеться себе, й бере хрест свій щодня, та й іде слїдом за мною. (Лука 9:23 пер. Гижі), що визначило його подальше служіння. Він почав об'їджати 12 церков Свонсі дистрикту на випробуванні з січня 1904 року. У квітні він був прийнятий у кандидати на служителя й почав готуватися до іспитів, призначених на серпень 1904 року.
Наприкінці весни він мав переживання зустрічі з Богом: «О першій годині вночі мене було раптово пробуджено від сну, і я опинився з невимовною радістю та трепетом у самій присутності Всемогутнього Бога. І впродовж чотирьох годин я мав привілей розмовляти з Ним віч-на-віч, як чоловік розмовляє з другом віч-на-віч. О четвертій мені здалося, ніби я знову повернувся на землю. …І це було не лише тієї ночі, але щоночі протягом трьох-чотирьох місяців. Завжди я насолоджувався чотирма годинами цього чудового спілкування з Богом, що Я не можу це описати. Я це відчув, і це змінило всю мою природу. Я побачив речі в іншому світлі. І я знав, що Бог збирається працювати на землі, і не лише на цій землі, а й у цілому світі.»

## Служіння
13 вересня 1904 року Робертс розпочав підготовку до служіння в Граматичній школі Ньюкаслі-Емлина. Тоді він втратив божественне спілкування. У кінці вересня він відвідав богослужіння, що проводив благовісник Сет Джошуа в Ньюкасл-Емлин і Бленанерчі в Кардігані, на одному з яких Еван Робертс пережив хрещення Духом.
Після зборів 29 жовтня 1904 року у Ньюкасл-Емлині благовісника Джозефа Дженкінса, на котрих були присутні люди з Нью-Кі, де сталося духовне пробудження у лютому того року, Еван Робертс відчув Христове приниження і величчя Його любові. Він почув голос йти до рідного містечка, й таким чином полишив навчання у Граматичній школі.
З 31 жовтня Робертс почав проповідь молодим людям у містечках Лохор і Пісга. Незабаром, послухати його приходили тисячні спраглих за Істиною. Протягом двох тижнів відродження стало національною новиною Уельсу, і незабаром Еван Робертс, його брат Ден та його найкращий друг Сідні Еванс подорожували країною, проводячи Збори відродження.
Чотири «пункти» його повідомлення були:
1. зізнайся Богу в усіх відомих гріхах минулого, отримавши прощення через Ісуса Христа;
2. видали в твоєму житті все сумнівне, або непевне;
3. повністю підкорися й будь слухняним Святому Духу;
4. публічно сповідай Господа Ісуса Христа.

Він наголошував на важливості наповнення Святим Духом.
В одному з найбільш ретельно хронізованих з усіх відроджень були загальні риси: люди збиралися у великій кількості з відчуттям очікування; збори тривали годинами, але з самого початку було відчуття переконання у гріху; гріхи були визнані й спосіб життя змінено. Повні паби спорожніли. 
Були тисячі навернень, що принесли надзвичайну радість. Деякі з найжорсткіших особистостей з валлійських долин були навернені. Це було відродження, що розпочали і підтримували молоді. Кажуть, що тисячі цих людей загинули в Першій світовій війні через 10 років.
Валлійська команда з регбі мала найуспішніший рік з часу свого існування. Проте молитовні зібрання зібрали величезний натовп і спортивні події стали менш важливими. У Трециноні Робертс переходив з однієї переповненої церкви до іншої, на відстані кількох ярдів одна від одної. Робертс відмовився від статусу знаменитості і витратив свої накопичення. Він відмовився від будування євангелізації навколо нього. Тепер відродження заповнило весь Уельс і вже не залежало від присутності Евана. Одна з надяскравих історій відродження були шахтові поні, якими більше не могли командувати, оскільки шахтарі припинили лаятися. (Хьюз, 1990: 73)
Робертс привніс молодкість новими піснями, що особливо співали «співаючі сестри». Він багато проповідував, хоча іноді він мучився годинами, перш ніж щось сказати. Він, безумовно, дбав про все, що робив і залишаючись улюбленим у Уельсі. Робертс часто залишався на богослужіннях до ранку, та однаково рано прокидався, щоб помолитися і запросити робітників біля шахти на збори. 

## Виснаження
У 1906 році Еван Робертс зазнав фізичного та емоційного виснаження через свій строгий розпорядок служіння. Фізично він більше не міг продовжувати служіння, залишився глибоко віруючим, знайшов певну розраду в написанні віршів і зробив молитву своїм головним служінням. 

## Пізніше життя
Робертс, хоч і говорив на валлійській мові, проте оздоровлювався в Англії в будинку християнської письменниці Джессі Пенн-Льюїс та її чоловіка. З 1921 року він мешкав кілька років у Брайтоні. Люди прагнули повернення Робертса до Уельсу, проте він був переконаний, що молитовне заступництво є життєво важливішим. Він віддався молитві і вірив, що цим шляхом він досягає більшого. Є кілька повідомлень про те, як він продовжував місію, особливо на колінах та у своїх публікаціях (у співавторстві з Пенн-Льюїс), які заохочували ріст благовіствування за 20 сторіччя. Благовісниця Джессі Пенн-Льюїс, яка вважалася відступницею та єретичкою, намагалася переконати Робертса, що деякі ознаки та чуда, що трапилися за відродження, не були від Бога. Вона навіть заборонила бачити його відвідувачами та друзями. Звинувачення Робертса, що він не має богословської та пасторської підготовки, могли перешкодити його здатності залишатися на провідній позиції у церкві. Проте відчуття Божої присутності в його служінні не піддавалося сумнівам.
Близько 1926 року один з колишніх членів гуртка Евана Робертса влаштував для нього зустрічі в Лугорі в Південному Уельсі, де почалося відродження. Люди не тільки були навернені до віри у Христа, але існували «ознаки, що слідували» за його проповіддю, включаючи зцілення хворих і вигнання демонів. Це характеризувало кожну з його рідкісних публічних виступів у пізніші роки. Коли в 1928 році його попросили молитися на похоронах батька, свідки сказали, що його молитва була подібна до електричної сили; настільки великої, що вони думали, що відродження знову спалахне.

## Смерть
Останні роки в Кардіффі він прожив і помер у відносній невідомості.
Еван Робертс помер у 1951 році у віці 72 років. Його поховали на родинній ділянці за каплицею Морія в Лугорі, де меморіальна колона вшановує його внесок у Валійському відродженні.

## Праці
- Війна проти святих

## У популярній культурі
- Пишучи свій дистопічний роман «Володар світу» 1907 року, римо-католицький священик монсеньйор Роберт Х'ю Бенсон спирався на історію Евана Робертса та Валійське відродження 1904—1905 років як зразки правління Антихриста.[9]
- Історія Евана Робертса та його ролі у валлійському відродженні 1904—1905 років була адаптована в успішний сценічний мюзикл Малом Попом під назвою «Дивовижна благодать» у 2005 році[10]